# Nerodia clarkii
Nerodia clarkii là một loài rắn trong họ Rắn nước. Loài này được Baird & Girard mô tả khoa học đầu tiên năm 1853.
Loài rắn này được tìm thấy ở Đông Nam Hoa Kỳ, trong các đầm lầy nước lợ dọc theo Vịnh Mexico từ Florida đến Texas, với dân số ở phía bắc Cuba.
Có 3 phân loài.

## Hình ảnh

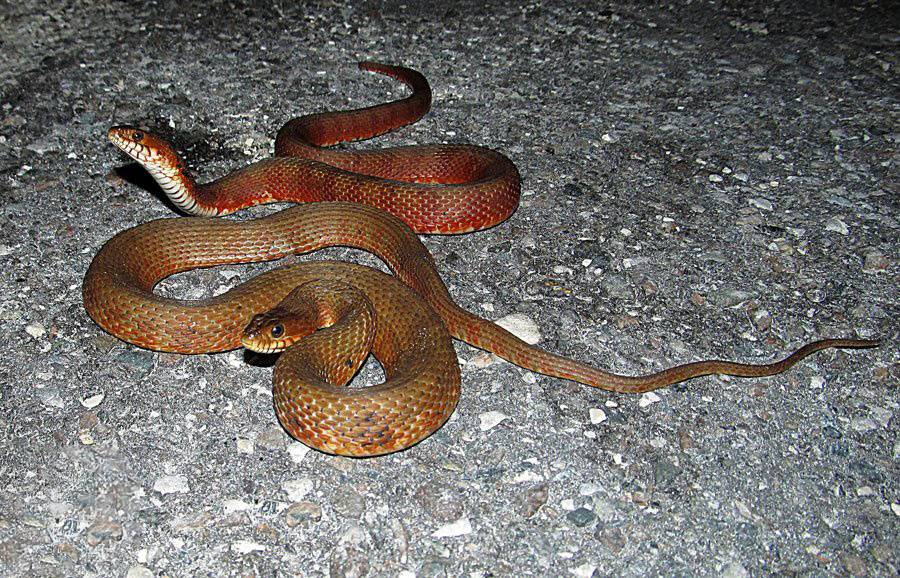
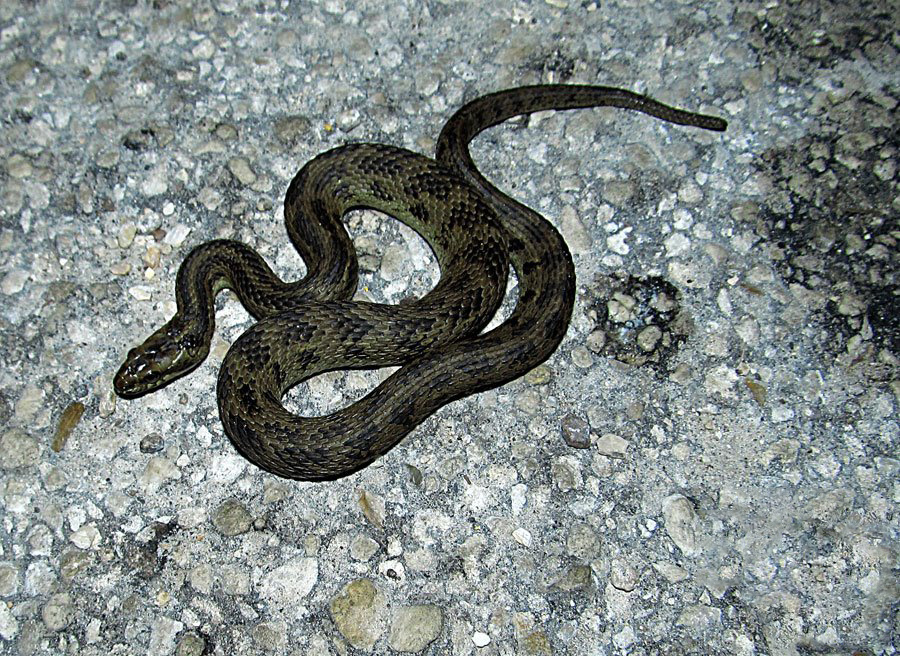
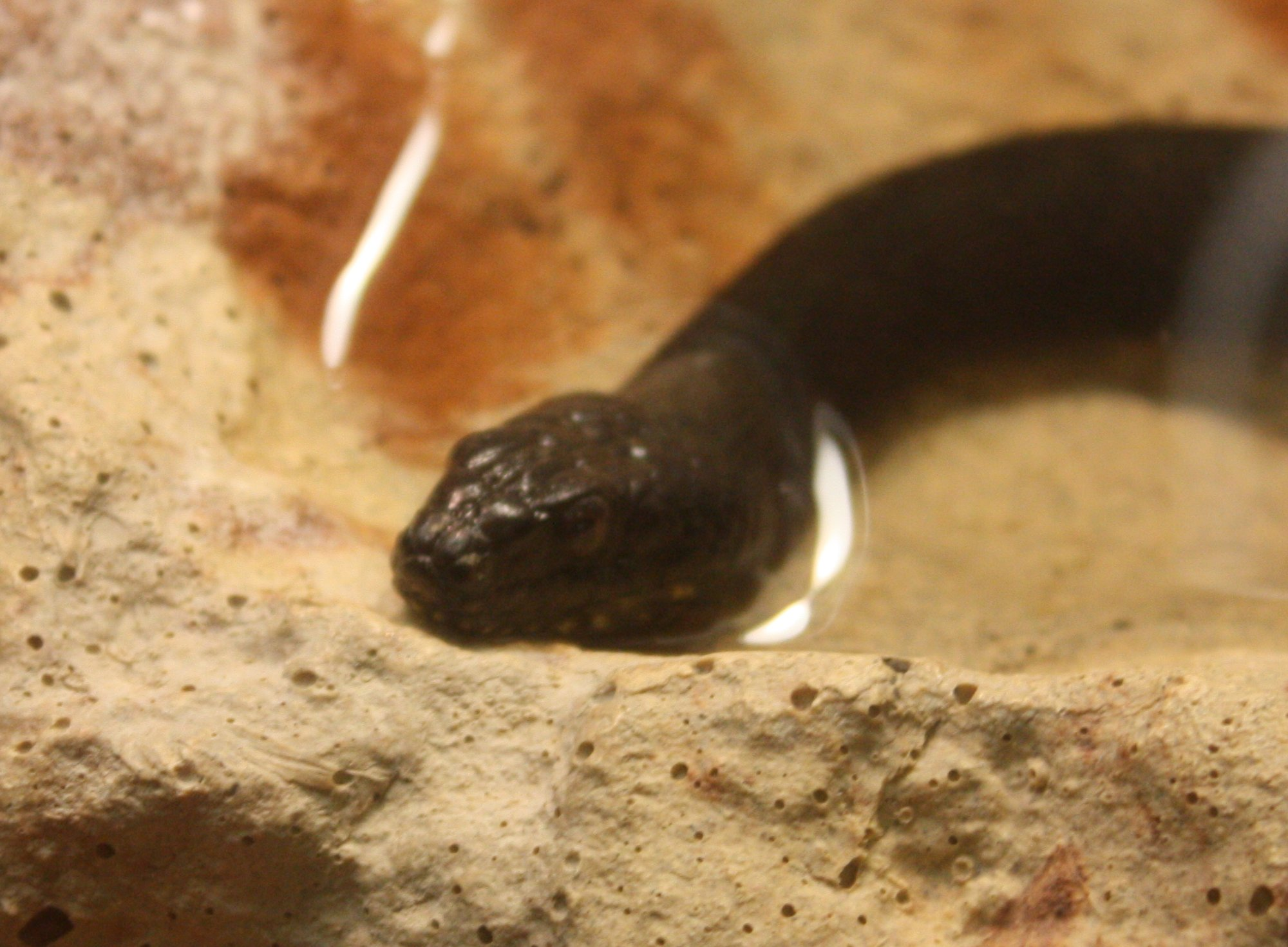
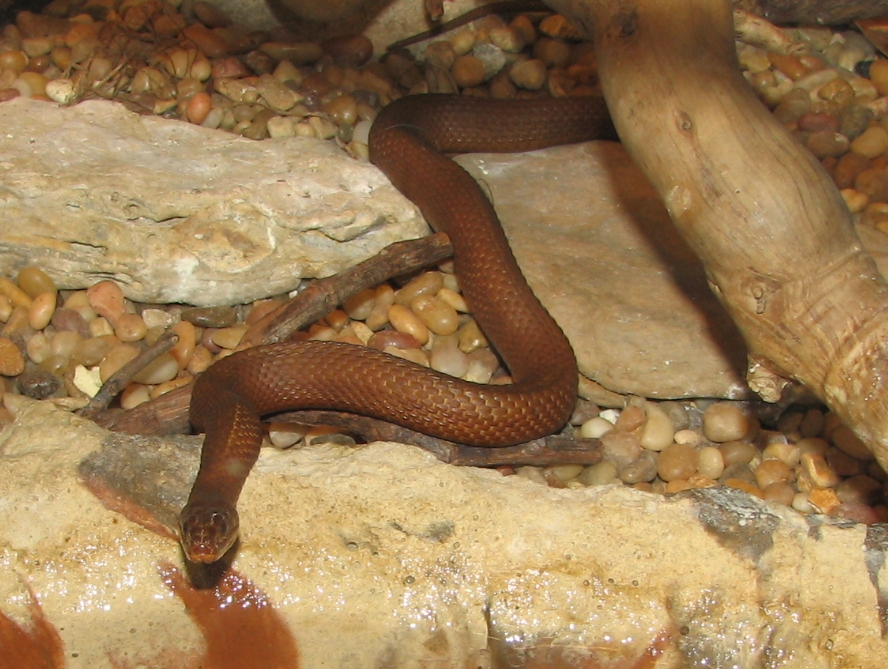
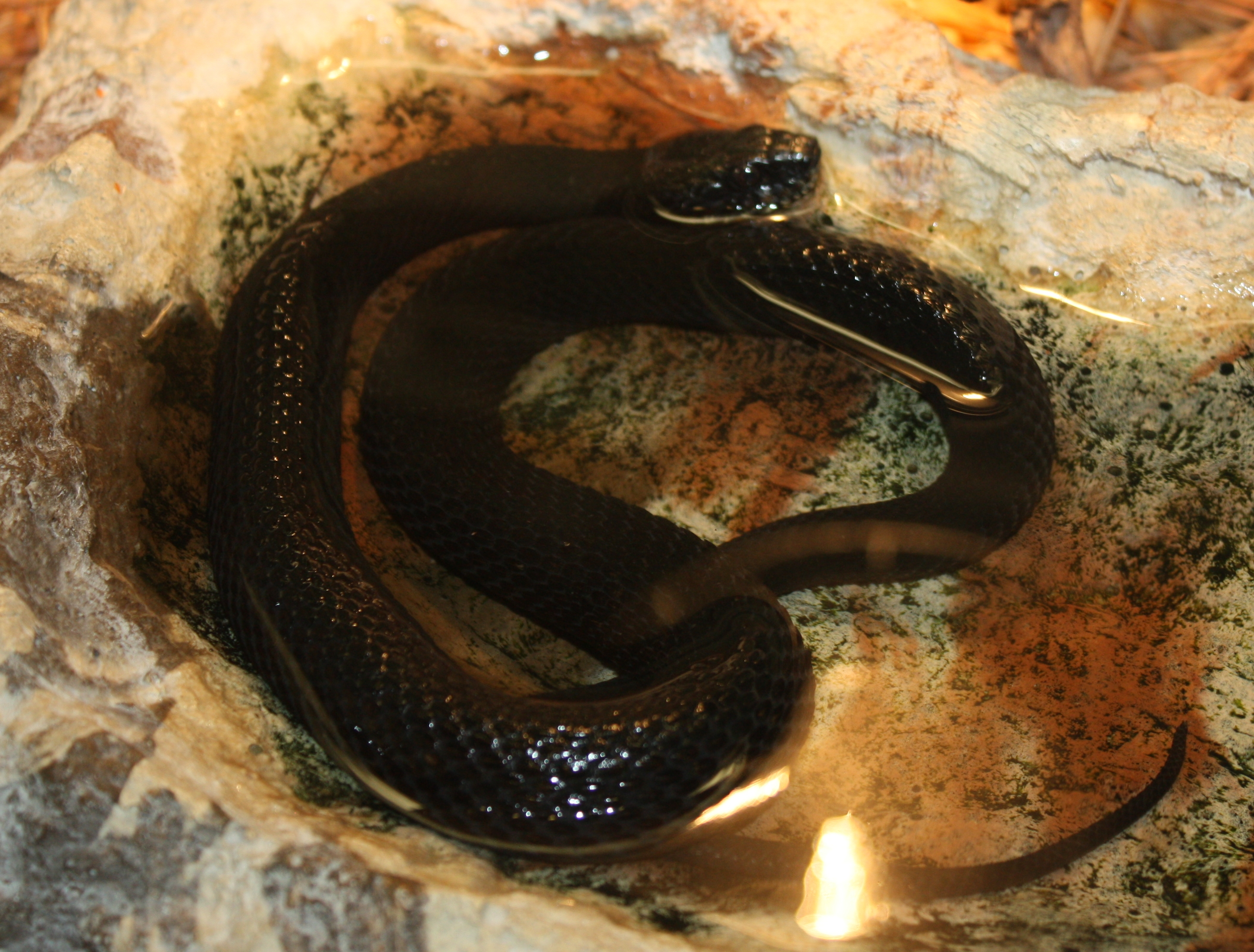
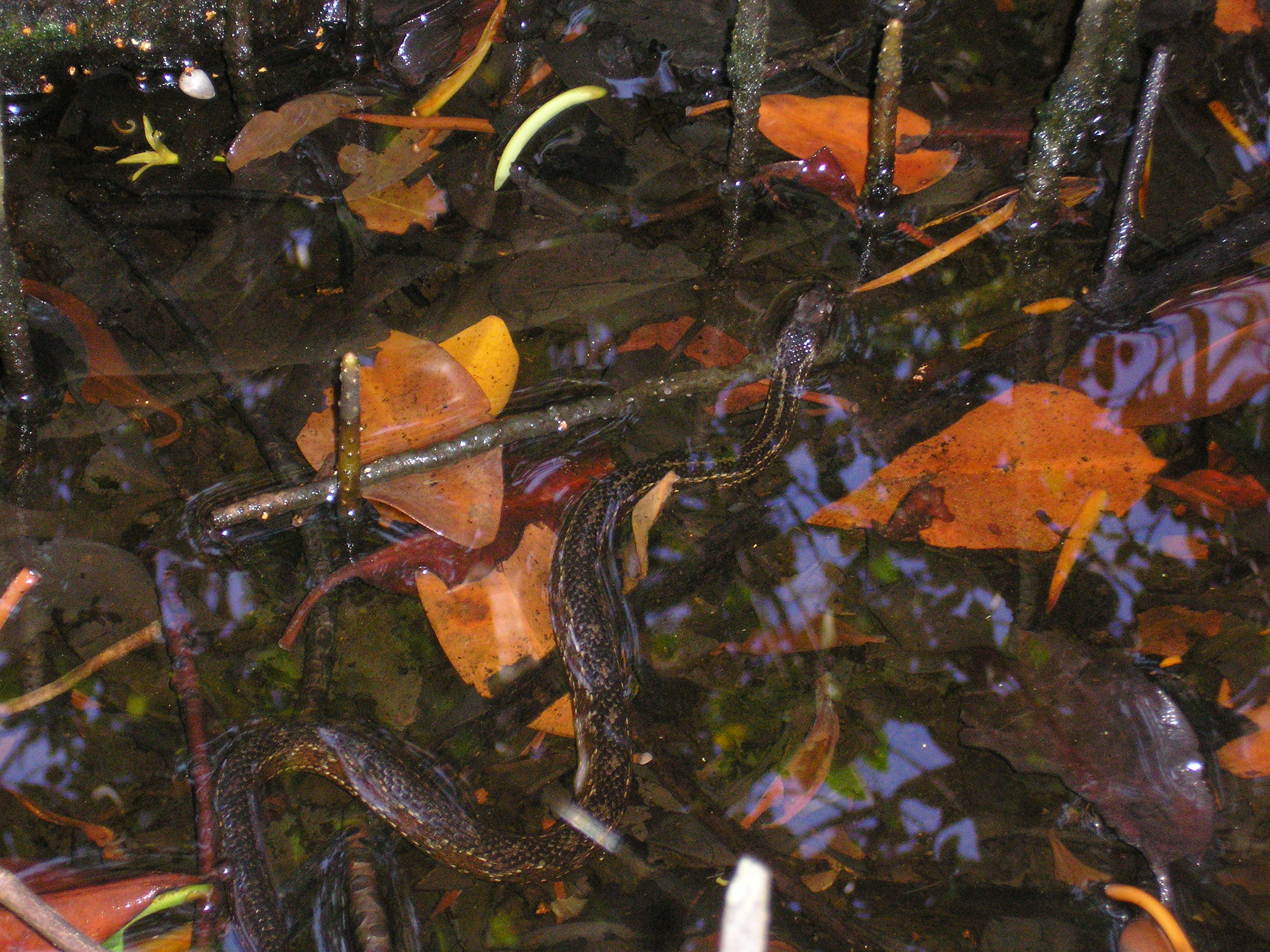